# Port lotniczy Hingurakgoda
Port lotniczy Hingurakgoda – port lotniczy położony w mieście Polonnaruwa, w Sri Lance. Jest używany do celów wojskowych. Obsługiwany przez Sri Lanka Air Force.